# East Bremerton (Washington)
East Bremerton es un área no incorporada ubicada en el condado de Kitsap en el estado estadounidense de Washington.

## Geografía
East Bremerton se encuentra ubicado en las coordenadas 47°34′12″N 122°39′9″O / 47.57000, -122.65250.